# Liste von Bergen und Erhebungen in Polen
Diese Liste von Bergen und Erhebungen in Polen nennt, der Höhe nach geordnet, die höchsten Berge in Polen. Aufgelistet sind hier die 10 höchsten Berge des Landes, das sind alle Berge über 2300 Meter, sowie die höchsten Erhebungen der 16 Woiwodschaften. Des Weiteren ist für die 28 polnischen Gebirge und Gebirgszüge jeweils der höchste Gipfel angegeben.
Da sich einige Berge auf der Staatsgrenze befinden, ist die Höhe auf polnischem Staatsgebiet angegeben. Angegeben ist die Höhe über dem Meeresspiegel (polnisch: metry nad poziomem morza (m n.p.m.)), bezogen auf den Kronstädter Pegel.

## Die zehn höchsten Berge in Polen
Die höchsten Gipfel des Landes befinden sich ausnahmslos in der Hohen Tatra. In Polen gibt es 71 Zweitausender, an zwanzigster Stelle steht der Czarne Ściany mit 2242 Metern, an 71. Stelle der Kończysty Wierch mit 2002 Metern Höhe.
Diese Liste ist mit Anklicken der Pfeile sortierbar.
| Berg                                                       | Höhe in m | Gebirge / Gebirgszug     | Woiwodschaft Anmerkungen             | Bild                                 |
| ---------------------------------------------------------- | --------- | ------------------------ | ------------------------------------ | ------------------------------------ |
| Rysy Meeraugspitze                                         | 2499,6    | Tatry Wysokie Hohe Tatra | Kleinpolen Höchster Punkt des Landes | Gipfel des Rysy                      |
| Mięguszowiecki Szczyt Große Mengsdorfer Spitze             | 2438,0    | Hohe Tatra               | Kleinpolen                           |                                      |
| Niżnie Rysy Dénesspitze                                    | 2430,0    | Hohe Tatra               | Kleinpolen                           | Gipfel gesehen vom Rysy              |
| Mięguszowiecki Szczyt Czarny Östliche Mengsdorfer Spitze   | 2410,0    | Hohe Tatra               | Kleinpolen                           |                                      |
| Mięguszowiecki Szczyt Pośredni Mittlere Mengsdorfer Spitze | 2393,0    | Hohe Tatra               | Kleinpolen                           |                                      |
| Hińczowa Turnia Hinzenseeturm                              | 2377,0    | Hohe Tatra               | Kleinpolen                           | Hińczowa Turnia                      |
| Cubryna                                                    | 2376,0    | Hohe Tatra               | Kleinpolen                           | Cubryna                              |
| Wołowa Turnia Ochsenrückenturm                             | 2373,0    | Hohe Tatra               | Kleinpolen                           | Wołowa Turnia                        |
| Żabia Turnia Mięguszowiecka Froschseeturm                  | 2335,0    | Hohe Tatra               | Kleinpolen                           | Żabia Turnia Mięguszowiecka (rechts) |
| Świnica Seealmspitze                                       | 2301,0    | Hohe Tatra               | Kleinpolen                           | Świnica                              |

## Liste von Bergen und Erhebungen in Polen
In folgender Tabelle sind die höchsten Erhebungen der 16 Woiwodschaften und für die 28 polnischen Gebirge und Gebirgszüge jeweils der höchste Gipfel angegeben, die so genannte Krone polnischer Berge – Korona Gór Polski. Sie ist deshalb eine Auswahl und keine fortlaufende Rangliste.
Diese Liste ist mit Anklicken der Pfeile sortierbar.
| Berg                                 | Höhe in m | Gebirge / Gebirgszug                                       | Woiwodschaft Anmerkungen                                       | Bild                       |
| ------------------------------------ | --------- | ---------------------------------------------------------- | -------------------------------------------------------------- | -------------------------- |
| Rysy Meeraugspitze                   | 2499,6    | Tatry Wysokie Hohe Tatra                                   | Kleinpolen Höchster Punkt des Landes Höchster Berg Kleinpolens | Gipfel des Rysy            |
| Babia Góra Teufelspitze (Weiberberg) | 1725,0    | Beskid Żywiecki Saybuscher Beskiden                        | Kleinpolen Höchster Berg der Saybuscher Beskiden               | Babia Góra                 |
| Śnieżka Schneekoppe                  | 1602,0    | Karkonosze Riesengebirge                                   | Niederschlesien Höchster Berg                                  | Schneekoppe                |
| Góra Pięciu Kopców Pilsko-Berg       | 1534,0    | Beskid Żywiecki Saybuscher Beskiden                        | Schlesien Höchster Berg                                        | Góra Pięciu Kopców (links) |
| Śnieżnik Glatzer Schneeberg          | 1426,0    | Masyw Śnieżnika Glatzer Schneegebirge                      | Niederschlesien Höchster Berg des Schneegebirges               | Glatzer Schneeberg         |
| Tarnica Tarnitza                     | 1346,0    | Bieszczady Zachodnie Ostbeskiden                           | Karpatenvorland Höchster Berg                                  | Tarnica im Winter          |
| Turbacz                              | 1310,0    | Gorce                                                      | Kleinpolen                                                     | Turbacz                    |
| Radziejowa                           | 1266,5    | Beskid Sądecki Sandezer Beskiden                           | Kleinpolen                                                     | Radziejowa                 |
| Skrzyczne Rauhkogel                  | 1257,0    | Beskid Śląski Schlesische Beskiden                         | Schlesien                                                      | Skrzyczne                  |
| Mogielica                            | 1170,2    | Beskid Wyspowy Inselbeskiden                               | Kleinpolen                                                     | Mogielica                  |
| Rudawiec Rote Sümpfe                 | 1106,4    | Góry Bialskie Bielengebirge                                | Niederschlesien                                                | Rudawiec (rechts hinten)   |
| Orlica Hohe Mense                    | 1084,0    | Góry Orlickie Adlergebirge                                 | Niederschlesien                                                | Orlica (Denkmal)           |
| Wysokie Skałki                       | 1049,9    | Pieniny Pieninen (Kronenberge)                             | Kleinpolen                                                     | Wysokie Skałki             |
| Wysoka Kopa Hinterberg               | 1126,0    | Góry Izerskie Isergebirge                                  | Niederschlesien                                                | Wysoka Kopa                |
| Wielka Sowa Hohe Eule                | 1015,0    | Góry Sowie Eulengebirge                                    | Niederschlesien                                                | Wielka Sowa                |
| Lackowa                              | 0997,1    | Beskid Niski Niedere Beskiden                              | Kleinpolen                                                     | Lackowa                    |
| Kowadło Schmiedekoppe                | 0989,0    | Góry Złote Reichensteiner Gebirge                          | Niederschlesien                                                | Kowadło                    |
| Jagodna Heidel-Berg                  | 0985,0    | Góry Bystrzyckie Habelschwerdter Gebirge                   | Niederschlesien                                                | Jagodna                    |
| Skalnik                              | 0944,0    | Rudawy Janowickie Landeshuter Kamm                         | Niederschlesien                                                | Skalnik                    |
| Waligóra Heidelberg                  | 0933,8    | Góry Kamienne Steine-Gebirge                               | Niederschlesien                                                | Waligóra                   |
| Czupel                               | 0930,0    | Beskid Mały Kleine Beskiden                                | Schlesien                                                      | Czupel                     |
| Szczeliniec Wielki Große Heuscheuer  | 0919,0    | Góry Stołowe Heuscheuergebirge                             | Niederschlesien                                                | Szczeliniec Wielki         |
| Jaworniki                            | 0908,5    | Góry Sanocko-Turczańskie Sanok-Turkaer Gebirge             | Karpatenvorland                                                | Jaworniki                  |
| Lubomir                              | 0904,0    | Beskid Makowski Makower Beskiden                           | Kleinpolen                                                     | Lubomir                    |
| Biskupia Kopa Bischofskoppe          | 0890,0    | Góry Opawskie Zuckmanteler Bergland (Ostsudeten)           | Oppeln Höchster Berg                                           | Bischofskoppe              |
| Chełmiec Hochwald                    | 0851,0    | Góry Wałbrzyskie Waldenburger Bergland (Mittelsudeten)     | Niederschlesien                                                | Chełmiec                   |
| Kłodzka Góra Glatzerberg             | 0762,7    | Góry Bardzkie Warthagebirge (Sudeten)                      | Niederschlesien                                                | Kłodzka Góra               |
| Skopiec Melkgelte                    | 0718,6    | Góry Kaczawskie Bober-Katzbach-Gebirge                     | Niederschlesien                                                | Skopiec                    |
| Ślęża Zoptenberg                     | 0717,5    | Masyw Ślęży Zoptengebirge                                  | Niederschlesien                                                | Ślęża                      |
| Łysica Góra Świętej Katarzyny        | 0611,8    | Góry Świętokrzyskie Kielcer Bergland                       | Heiligkreuz Höchster Berg                                      | Łysica                     |
| Liwocz                               | 0562,0    | Pogórze Ciężkowickie                                       | Karpatenvorland                                                | Liwocz                     |
| Góra Janowskiego Góra Zamkowa        | 0516,0    | Wyżyna Krakowsko-Częstochowska Krakau-Tschenstochauer Jura | Schlesien                                                      | Góra Janowskiego           |
| Wacławka Wenzelkoppe                 | 0472,0    | Wzgórza Niemczańsko-Strzelińskie                           | Niederschlesien                                                | Wzgórza Strzelińskie       |
| Altana                               | 0408,0    | Wyżyna Kielecka                                            | Masowien Höchster Berg                                         | Altana                     |
| Góra Świętej Anny Sankt Annaberg     | 0408,0    | Wyżyna Śląska                                              | Oppeln                                                         | Sankt Annaberg             |
| Krągły Goraj                         | 0388,7    |                                                            | Lublin Höchster Berg                                           |                            |
| Góra Kamieńska                       | 0386,0    | –                                                          | Łódź Höchster Berg (Abraumhalde)                               | Góra Kamieńska             |
| Fajna Ryba                           | 0347,0    |                                                            | Łódź Höchster natürlicher Berg                                 | Fajna Ryba                 |
| Wieżyca Turmberg                     | 0328,7    | Baltischer Landrücken                                      | Pommern Höchster Berg, höchster Berg in Westpreußen            |                            |
| Dylewska Góra Kernsdorfer Höhe       | 0312,0    | Baltischer Landrücken                                      | Ermland-Masuren Höchster Berg, höchster Berg in Ostpreußen     | Blick vom „Gipfel“         |
| Rowelska Góra                        | 0298,1    | Baltischer Landrücken                                      | Podlachien Höchster Berg                                       |                            |
| Kobyla Góra                          | 0284,0    |                                                            | Großpolen Höchster Berg                                        | Kobyla Góra                |
| ohne Namen                           | 0274,2    | Baltischer Landrücken                                      | Pommern Höchster Berg des Danziger Freistaats                  |                            |
| ohne Namen                           | 0247,5    | Baltischer Landrücken                                      | Westpommern Höchster Berg                                      |                            |
| Pomorska Góra Piasku unbenannt       | 0245,0    | Baltischer Landrücken                                      | Westpommern                                                    |                            |
| Rozwaliny Burgwall                   | 0239,1    | Baltischer Landrücken                                      | Westpommern                                                    |                            |
| Góra Żarska Rückenberg               | 0226,9    |                                                            | Lebus Höchster Berg                                            |                            |
| Czarna Góra (Obkasser Berge)         | 0188,8    |                                                            | Kujawien-Pommern Höchster Berg                                 |                            |
| Góra Studencka unbenannt             | 0180,1    | Baltischer Landrücken                                      | Pommern Höchste Erhebung in Danzig (seit 1973)                 | Góra Studencka             |
| Góra Matemblewska unbenannt          | 0160,3    | Baltischer Landrücken                                      | Pommern Höchste Erhebung in Danzig (1933–1973)                 |                            |